# One Day of Bob Marley
One day of Bob Marley est un album live pirate de Bob Marley and the Wailers sorti en 2001. Il contient le tout dernier concert de Bob Marley, donné au Stanley Theatre de Pittsburgh (Pennsylvanie), le 23 septembre 1980.
Ce concert a finalement fait l'objet d'une édition officielle en 2011, sous le titre Live Forever.

## Liste des morceaux
1. Natural mystic
2. Positive vibration
3. Burnin' and Lootin'
4. Them belly full
5. The heathen
6. Running away
7. Crazy baldhead
8. War no more trouble
9. Zimbabwe
10. Zion train
11. No woman no cry
12. Jamming
13. Exodus
14. Coming in from the cold
15. Could you be loved
16. Is this love?